# 27597 Varuniyer
27597 Varuniyer è un asteroide della fascia principale. Scoperto nel 2001, presenta un'orbita caratterizzata da un semiasse maggiore pari a 2,3407280 UA e da un'eccentricità di 0,1393081, inclinata di 5,19242° rispetto all'eclittica.